# كهف فانديما
كهف فانديما هو كهف كارستي يقع في سلوفينيا اُكتِشفَ بواسطة جمعية لجوبلجانا لبحوث الكهوف في 28 يوليو 1990، ويبلغ طول الكهف 2500 مترًا وعمقه 1182 مترًا، ويقع على ارتفاع 1822 مترًا عن مستوى سطح البحر، واُستكشف الكهف لأول مرة بواسطة مغامري كهوف سلوفينيون. وتم الوصول إلى قاع الكهف في عام 1995 من قبل فرانسي غابروفسك وفرانك ماروشيتش.